# (24218) Linfrederick
(24218) Linfrederick est un astéroïde de la ceinture principale d'astéroïdes.

## Description
(24218) Linfrederick est un astéroïde de la ceinture principale d'astéroïdes. Il fut découvert le 7 décembre 1999 à Socorro (Nouveau-Mexique) par le projet LINEAR. Il présente une orbite caractérisée par un demi-grand axe de 2,32 UA, une excentricité de 0,11 et une inclinaison de 2,7° par rapport à l'écliptique.

## Compléments